# Igigi
Igigi (fl. XXII secolo a.C.) è stato un sovrano accadico per un breve periodo nei tre anni incerti seguiti alla morte del re Shar-Kali-Sharri, che videro quattro re avvicendarsi sul trono: oltre ad Igigi 2193-2192 a.C. (1 anno), Imi, Nanum e Ilulu.
Imi  𒄿𒈪 I-mi	2192-2191 a.C. ca. (1 anno). 
La successione fu incerta, l'anarchia fu causata dall'invasione dei Gutei.
Nanum  𒈾𒉡𒌝 Na-nu-um 2191-2190 a.C. ca. (1 anno).La successione fu incerta, l'anarchia fu causata dall'invasione dei Gutei	
Ilulu  𒅋𒇽 Ilu-lu 2190-2189 a.C. ca. (1 anno).	Successione incerta, l'anarchia dovuta all'invasione dei Gutei	ultimo dei quattro rivali di breve durata in competizione per il trono in seguito alla morte di Shar-kali-sharri, probabilmente fu un sovrano Guteo.
Dopo di essi ascese al trono il re Dudu.

## Divinità
Igigi era anche un termine, di origine probabilmente semitica, usato per riferirsi a una categoria di dei nella mitologia sumera, talvolta indicata in contrapposizione agli dei Anunnaki. La relazione fra le due categorie divine non è chiara: talvolta i due nomi sono intercambiabili, ma, nel mito semitico del diluvio di Atra-ḫasis, gli Igigi costituiscono la sesta generazione di divinità, che devono lavorare per gli Anunnaki; dopo la loro ribellione sono sostituiti dall'umanità, che è creata in quella occasione.